# Oiophysella cristata
Oiophysella cristata är en insektsart som beskrevs av Burckhardt 2009. Oiophysella cristata ingår i släktet Oiophysella och familjen Peloridiidae. Inga underarter finns listade i Catalogue of Life.